# Bo Falk
Bo Lennart "Bosse" Falk, född 12 oktober 1942 i Huskvarna, är en svensk före detta fotbollsspelare och fotbollstränare, mest känd som hetlevrad tränare för Gais åren 1982–1992.

## Spelarkarriär
Falk började spela fotboll i Huskvarna Södra som åttaåring. Han debuterade som 17-åring i dåvarande division 3. Till säsongen 1966 gick Falk till IF Elfsborg, för vilka han kom att göra 23 mål på 103 matcher. 1972 gick han till IFK Ulricehamn, där han första året var spelande tränare, från 1973 endast tränare.

## Tränarkarriär
Efter Ulricehamn 1972–1975 gick Falk till Norrby IF och var sedan i Kalmar FF åren 1979–1981. Han tränade därefter Gais under många år (1982–1992), och var vida känd för sitt heta engagemang och humör. Efter att Gais åkt ur allsvenskan 1992 blev Bosse Falk klubbdirektör i Gais 1993. Han kom tillbaks som Gaistränare en kort sejour 1996 för att försöka att rädda kvar laget i dåvarande division I södra, men misslyckades. 1998 lämnade Falk klubbdirektörsposten i Gais för en anställning på Göteborgs Fotbollförbund.

## Meriter

### Som tränare
Kalmar FF
- Svenska Cupen: 1980/1981

 GAIS
- Serieseger i division 1 1987
- Lilla silvret (3:a) i allsvenskan 1989